# Aire d'attraction de Dompierre-sur-Besbre
L'aire d'attraction de Dompierre-sur-Besbre est un zonage d'étude défini par l'Insee pour caractériser l’influence de la commune de Dompierre-sur-Besbre sur les communes environnantes. Publiée en octobre 2020, elle se substitue à l'aire urbaine de Dompierre-sur-Besbre, qui se composait d'une commune dans le zonage de 2010.

### Carte

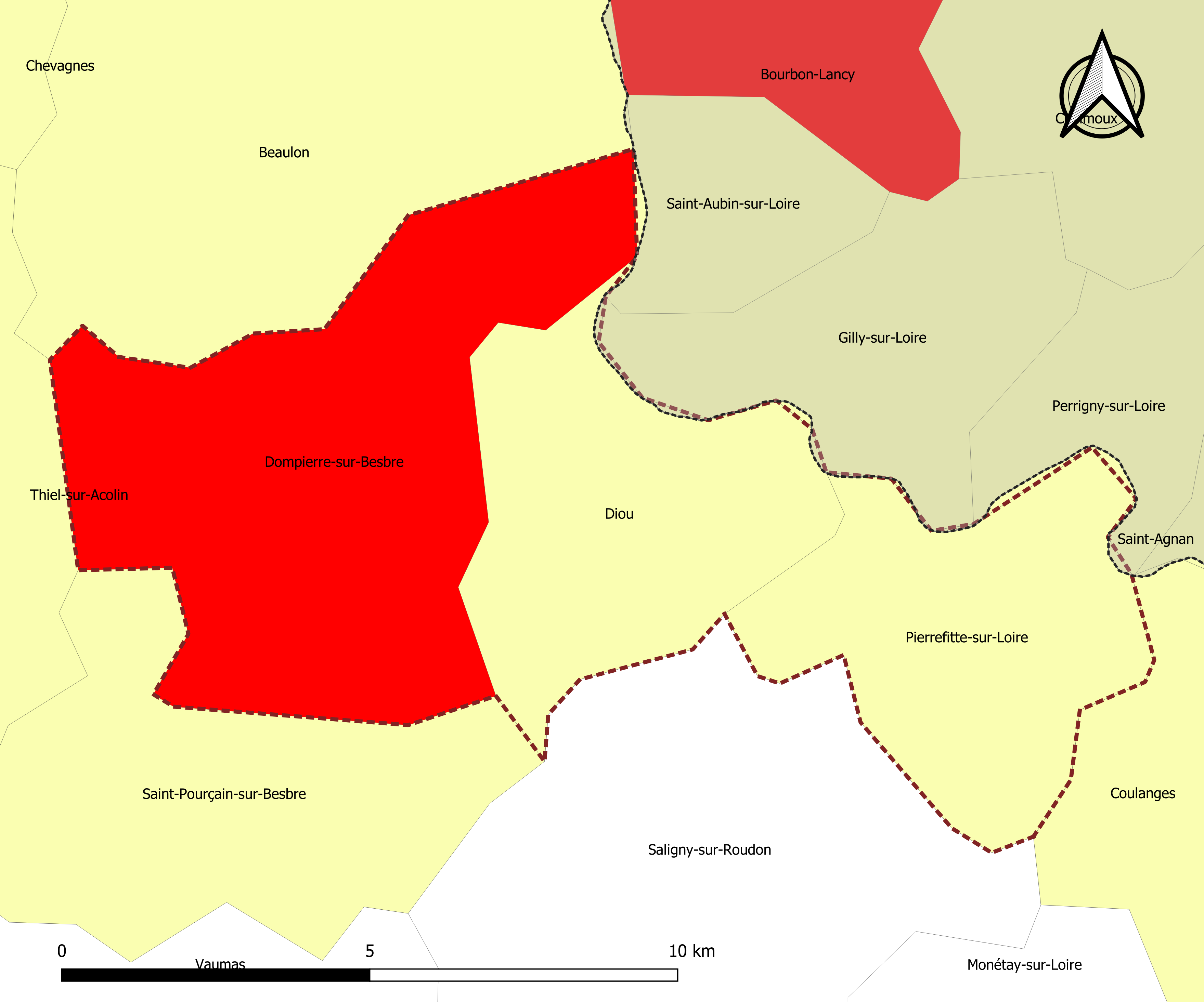
Carte de l'aire d'attraction de Dompierre-sur-Besbre.
Commune-centre
Commune de la couronne

## Définition
L'aire d'attraction d'une ville est composée d’un pôle, défini à partir de critères de population et d’emploi ainsi que d’une couronne constituée des communes dont au moins 15 % des actifs travaillent dans le pôle. Le pôle d’attraction constitue ainsi un point de convergence des déplacements domicile-travail,.

## Géographie
L’aire d'attraction de Dompierre-sur-Besbre est une aire intra-départementale qui comporte 3 communes dans l'Allier. 

### Composition communale
| Nom                                   | Code Insee | Département | Statut                 | Superficie (km2) | Population (dernière pop. légale) | Densité (hab./km2) | Modifier                                    |
| ------------------------------------- | ---------- | ----------- | ---------------------- | ---------------- | --------------------------------- | ------------------ | ------------------------------------------- |
| Dompierre-sur-Besbre (commune-centre) | 03102      | Allier      | commune-centre         | 45,63            | 2 970 (2022)                      | 65                 | modifier les données · modifier les données |
| Diou                                  | 03100      | Allier      | commune de la couronne | 24,89            | 1 354 (2022)                      | 54                 | modifier les données · modifier les données |
| Pierrefitte-sur-Loire                 | 03207      | Allier      | commune de la couronne | 25,36            | 509 (2022)                        | 20                 | modifier les données · modifier les données |

## Démographie
Cette aire est catégorisée dans les aires de moins de 50 000 habitants, une catégorie qui regroupe 12,2 % de la population au niveau national.